# Snowboard-Weltcup 2007/08
Der Snowboard-Weltcup 2007/08 begann am 1. September 2007 im neuseeländischen Cardrona und endete am 16. März 2008 im italienischen Valmalenco. Bei den Männern wurden 35 Wettbewerbe ausgetragen (8 Parallel-Riesenslaloms, 4 Parallel-Slaloms, 9 Snowboardcross, 8 Halfpipe und 6 Big Air). Bei den Frauen waren es 29 Wettbewerbe (8 Parallel-Riesenslaloms, 4 Parallel-Slaloms, 9 Snowboardcross, 8 Halfpipe).

## Männer

### Podestplätze Männer
PGS = Parallel-Riesenslalom

PSL = Parallelslalom

SBX = Snowboardcross

HP = Halfpipe

BA = Big Air
| Datum              | Austragungsort  | Disz. | Sieger              | Zweiter              | Dritter             |
| ------------------ | --------------- | ----- | ------------------- | -------------------- | ------------------- |
| 1. September 2007  | Cardrona        | HP    | Ryō Aono            | Iouri Podladtchikov  | Rolf Feldmann       |
| 26. September 2007 | Valle Nevado    | SBX   | Stian Sivertzen     | Robert Fagan         | Drew Neilson        |
| 29. September 2007 | Valle Nevado    | SBX   | Pierre Vaultier     | Stian Sivertzen      | Xavier Delerue      |
| 7. Oktober 2007    | Rotterdam       | BA    | Peetu Piiroinen     | Stefan Gimpl         | Antti Autti         |
| 12. Oktober 2007   | Landgraaf       | PSL   | Mathieu Bozzetto    | Siegfried Grabner    | Marc Iselin         |
| 20. Oktober 2007   | Sölden          | PGS   | Rok Flander         | Daniel Biveson       | Adam Smith          |
| 2. November 2007   | Saas-Fee        | HP    | Iouri Podladtchikov | Janne Korpi          | Christian Haller    |
| 17. November 2007  | Stockholm       | BA    | Janne Korpi         | Risto Mattila        | Sami Saarenpää      |
| 8. Dezember 2007   | Limone Piemonte | PGS   | Manuel Veith        | Daniel Biveson       | Matthew Morison     |
| 16. Dezember 2007  | Nendaz          | PSL   | Mathieu Bozzetto    | Rok Flander          | Roland Haldi        |
| 22. Dezember 2007  | Sofia           | BA    | Stefan Gimpl        | Janne Korpi          | Matevž Petek        |
| 5. Januar 2008     | Graz            | BA    | Stefan Gimpl        | Matti Kinnunen       | Petja Piiroinen     |
| 9. Januar 2008     | Bad Gastein     | PSL   | Mathieu Bozzetto    | Benjamin Karl        | Rok Marguč          |
| 13. Januar 2008    | Bad Gastein     | SBX   | Mario Fuchs         | Shaun Palmer         | Mateusz Ligocki     |
| 19. Januar 2008    | La Molina       | PGS   | Andreas Prommegger  | Anton Unterkofler    | Tyler Jewell        |
| 20. Januar 2008    | La Molina       | PSL   | Rok Flander         | Benjamin Karl        | Andreas Prommegger  |
| 27. Januar 2008    | Bardonecchia    | HP    | Manuel Pietropoli   | Markus Malin         | Peetu Piiroinen     |
| 1. Februar 2008    | Leysin          | SBX   | Mario Fuchs         | David Speiser        | Lukas Grüner        |
| 9. Februar 2008    | Moskau          | BA    | Stefan Gimpl        | Roope Tonteri        | Sindre Iversen      |
| 15. Februar 2008   | Sungwoo         | SBX   | Pierre Vaultier     | Nate Holland         | Mateusz Ligocki     |
| 16. Februar 2008   | Sungwoo         | HP    | Ryō Aono            | Gregory Bretz        | Iouri Podladtchikov |
| 17. Februar 2008   | Sungwoo         | PGS   | Benjamin Karl       | Roland Haldi         | Heinz Inniger       |
| 22. Februar 2008   | Gujō            | SBX   | Graham Watanabe     | Stian Sivertzen      | Alex Pullin         |
| 23. Februar 2008   | Gujō            | HP    | Kazuumi Fujita      | Jeff Batchelor       | Gregory Bretz       |
| 24. Februar 2008   | Gujō            | PGS   | Jasey-Jay Anderson  | Roland Fischnaller   | Matthew Morison     |
| 29. Februar 2008   | Calgary         | HP    | Brad Martin         | Jeff Batchelor       | Tore Holvik         |
| 1. März 2008       | Lake Placid     | SBX   | Nick Baumgartner    | Drew Neilson         | Tom Velisek         |
| 3. März 2008       | Lake Placid     | PGS   | Mathieu Bozzetto    | Tyler Jewell         | Benjamin Karl       |
| 7. März 2008       | Stoneham        | SBX   | Pierre Vaultier     | Paul-Henri de Le Rue | Vincent Valery      |
| 8. März 2008       | Stoneham        | PGS   | Benjamin Karl       | Andreas Prommegger   | Matthew Morison     |
| 9. März 2008       | Stoneham        | HP    | Gregory Bretz       | Brad Martin          | Nathan Johnstone    |
| 13. März 2008      | Valmalenco      | SBX   | Mateusz Ligocki     | Pierre Vaultier      | Vincent Valery      |
| 14. März 2008      | Valmalenco      | BA    | Kim-Rune Hansen     | Gjermund Bråten      | Stefan Gimpl        |
| 15. März 2008      | Valmalenco      | PGS   | Matthew Morison     | Roland Fischnaller   | Justin Reiter       |
| 16. März 2008      | Valmalenco      | HP    | Crispin Lipscomb    | Iouri Podladtchikov  | James Hamilton      |

### Weltcupstände Männer
| Rang | Name               | Punkte |
| ---- | ------------------ | ------ |
| 1    | Benjamin Karl      | 6290   |
| 2    | Mathieu Bozzetto   | 6100   |
| 3    | Pierre Vaultier    | 5180   |
| 4    | Andreas Prommegger | 4960   |
| 5    | Stefan Gimpl       | 4640   |

| Rang | Name               | Punkte |
| ---- | ------------------ | ------ |
| 1    | Benjamin Karl      | 6290   |
| 2    | Mathieu Bozzetto   | 6100   |
| 3    | Andreas Prommegger | 4960   |
| 4    | Matthew Morison    | 4490   |
| 5    | Rok Flander        | 3918   |

| Rang | Name            | Punkte |
| ---- | --------------- | ------ |
| 1    | Pierre Vaultier | 5180   |
| 2    | Stian Sivertzen | 4180   |
| 3    | Mario Fuchs     | 3440   |
| 4    | Graham Watanabe | 2990   |
| 5    | Drew Neilson    | 2728   |

| Rang | Name                | Punkte |
| ---- | ------------------- | ------ |
| 1    | Iouri Podladtchikov | 3700   |
| 2    | Gregory Bretz       | 2620   |
| 3    | Jeff Batchelor      | 2250   |
| 4    | Sergio Berger       | 2170   |
| 5    | Brad Martin         | 2040   |

| Rang | Name            | Punkte |
| ---- | --------------- | ------ |
| 1    | Stefan Gimpl    | 4640   |
| 2    | Janne Korpi     | 2200   |
| 3    | Matevž Petek    | 1980   |
| 4    | Petja Piiroinen | 1402   |
| 5    | Kim-Rune Hansen | 1398,8 |

| Rang | Name               | Punkte |
| ---- | ------------------ | ------ |
| 1    | Österreich         | 33949  |
| 2    | Kanada             | 29133  |
| 3    | Schweiz            | 27810  |
| 4    | Vereinigte Staaten | 25370  |
| 5    | Frankreich         | 19246  |

## Frauen

### Podestplätze Frauen
PGS = Parallel-Riesenslalom

PSL = Parallelslalom

SBX = Snowboardcross

HP = Halfpipe

| Datum              | Austragungsort  | Disz. | Sieger                 | Zweiter                 | Dritter                 |
| ------------------ | --------------- | ----- | ---------------------- | ----------------------- | ----------------------- |
| 1. September 2007  | Cardrona        | HP    | Manuela Pesko          | Lindsey Jacobellis      | Clair Bidez             |
| 26. September 2007 | Valle Nevado    | SBX   | Lindsey Jacobellis     | Maëlle Ricker           | Doresia Krings          |
| 29. September 2007 | Valle Nevado    | SBX   | Maëlle Ricker          | Mellie Francon          | Dominique Maltais       |
| 12. Oktober 2007   | Landgraaf       | PSL   | Amelie Kober           | Heidi Neururer          | Nicolien Sauerbreij     |
| 21. Oktober 2007   | Sölden          | PGS   | Marion Kreiner         | Heidi Neururer          | Nicolien Sauerbreij     |
| 2. November 2007   | Saas-Fee        | HP    | Kjersti Buaas          | Xu Chen                 | Manuela Pesko           |
| 8. Dezember 2007   | Limone Piemonte | PGS   | Heidi Neururer         | Jekaterina Tudegeschewa | Carmen Ranigler         |
| 16. Dezember 2007  | Nendaz          | PSL   | Julia Dujmovits        | Heidi Neururer          | Nicolien Sauerbreij     |
| 9. Januar 2008     | Bad Gastein     | PSL   | Nicolien Sauerbreij    | Anke Karstens           | Doris Günther           |
| 13. Januar 2008    | Bad Gastein     | SBX   | Lindsey Jacobellis     | Mellie Francon          | Tanja Frieden           |
| 19. Januar 2008    | La Molina       | PGS   | Nicolien Sauerbreij    | Claudia Riegler         | Marion Kreiner          |
| 20. Januar 2008    | La Molina       | PSL   | Heidi Neururer         | Nicolien Sauerbreij     | Claudia Riegler         |
| 27. Januar 2008    | Bardonecchia    | HP    | Anne Sophie Pellissier | Queralt Castellet       | Sophie Rodriguez        |
| 1. Februar 2008    | Leysin          | SBX   | Helene Olafsen         | Diane Thermoz-Liaudyn   | Tanja Frieden           |
| 15. Februar 2008   | Sungwoo         | SBX   | Maëlle Ricker          | Lindsey Jacobellis      | Mellie Francon          |
| 16. Februar 2008   | Sungwoo         | HP    | Liu Jiayu              | Sōko Yamaoka            | Lindsey Jacobellis      |
| 17. Februar 2008   | Sungwoo         | PGS   | Doris Günther          | Nicolien Sauerbreij     | Swetlana Boldykowa      |
| 22. Februar 2008   | Gujō            | SBX   | Maëlle Ricker          | Zoe Gillings            | Mellie Francon          |
| 23. Februar 2008   | Gujō            | HP    | Sun Zhifeng            | Sōko Yamaoka            | Manuela Pesko           |
| 24. Februar 2008   | Gujō            | PGS   | Nicolien Sauerbreij    | Julia Dujmovits         | Jekaterina Tudegeschewa |
| 29. Februar 2008   | Calgary         | HP    | Liu Jiayu              | Xu Chen                 | Sophie Rodriguez        |
| 1. März 2008       | Lake Placid     | SBX   | Lindsey Jacobellis     | Maëlle Ricker           | Dominique Maltais       |
| 3. März 2008       | Lake Placid     | PGS   | Swetlana Boldykowa     | Fränzi Mägert-Kohli     | Heidi Neururer          |
| 7. März 2008       | Stoneham        | SBX   | Lindsey Jacobellis     | Maëlle Ricker           | Mellie Francon          |
| 8. März 2008       | Stoneham        | PGS   | Nicolien Sauerbreij    | Jekaterina Tudegeschewa | Doris Günther           |
| 9. März 2008       | Stoneham        | HP    | Manuela Pesko          | Sarah Conrad            | Queralt Castellet       |
| 13. März 2008      | Valmalenco      | SBX   | Sandra Frei            | Aleksandra Schekowa     | Dominique Maltais       |
| 15. März 2008      | Valmalenco      | PGS   | Anke Karstens          | Michelle Gorgone        | Claudia Riegler         |
| 16. März 2008      | Valmalenco      | HP    | Manuela Pesko          | Queralt Castellet       | Sun Zhifeng             |

### Weltcupstände Frauen
| Rang | Name                | Punkte |
| ---- | ------------------- | ------ |
| 1    | Nicolien Sauerbreij | 8260   |
| 2    | Lindsey Jacobellis  | 7420   |
| 3    | Heidi Neururer      | 6560   |
| 4    | Doris Günther       | 6550   |
| 5    | Maëlle Ricker       | 6090   |

| Rang | Name                | Punkte |
| ---- | ------------------- | ------ |
| 1    | Nicolien Sauerbreij | 8260   |
| 2    | Heidi Neururer      | 6560   |
| 3    | Claudia Riegler     | 4610   |
| 4    | Doris Günther       | 4520   |
| 5    | Swetlana Boldykowa  | 4110   |

| Rang | Name               | Punkte |
| ---- | ------------------ | ------ |
| 1    | Maëlle Ricker      | 6090   |
| 2    | Lindsey Jacobellis | 5700   |
| 3    | Mellie Francon     | 4710   |
| 4    | Dominique Maltais  | 3840   |
| 5    | Helene Olafsen     | 3570   |

| Rang | Name              | Punkte |
| ---- | ----------------- | ------ |
| 1    | Manuela Pesko     | 4700   |
| 2    | Liu Jiayu         | 3950   |
| 3    | Queralt Castellet | 2970   |
| 4    | Xu Chen           | 2630   |
| 5    | Sun Zhifeng       | 2570   |

| Rang | Name               | Punkte |
| ---- | ------------------ | ------ |
| 1    | Österreich         | 31950  |
| 2    | Schweiz            | 27678  |
| 3    | Kanada             | 19753  |
| 4    | Vereinigte Staaten | 15408  |
| 5    | Frankreich         | 13217  |